# Финч, Хенейдж, 3-й граф Эйлсфорд
Хенейдж Финч, 3-й граф Эйлсфорд (англ. Heneage Finch, 3st Earl of Aylesford; 6 ноября 1715 — 9 мая 1777) — британский пэр и политик. Он носил титул учтивости — лорд Гернси с 1719 по 1757 год.

## Происхождение и образование
Родился 6 ноября 1715 года. Сын и наследник Хенейджа Финча, 2-го графа Эйлсфорда (1683—1757), от его жены Мэри Фишер (1690—1740), дочери сэра Клемента Фишера, 3-го баронета из Пакингтон-холла, Уорикшир. Он получил образование в Университетском колледже Оксфорда (1732—1735), получив 1735 году степень магистра искусств.

## Политическая карьера
Лорд Гернси заседал в Палате общин Великобритании от Лестершира (1739—1741), Мейдстона (1741—1747, 1754—1757) .
29 июня 1757 года после смерти своего отца Хенейдж Финч унаследовал титулы 3-го графа Эйлсфорда (Пэрство Великобритании) и 3-го барона Гернси (Пэрство Англии), став членом Палаты лордов.

## Семья
6 октября 1750 года в церкви Св. Георгия, Сент-Джордж-стрит, Ганновер-сквер, Лондон, лорд Эйлсфорд женился на своей троюродной сестре, леди Шарлотте Сеймур (21 сентября 1730 — 15 февраля 1805), дочери Чарльза Сеймура, 6-го герцога Сомерсета, и леди Шарлотты Финч, дочери 2-го графа Ноттингема. Считалось, что её состояние оценивается в 50 000 фунтов стерлингов. У них было двенадцать детей:
- Хенейдж Финч, 4-й граф Эйлсфорд (4 июля 1751 — 21 октября 1812), старший сын и преемник отца.
- Достопочтенный Чарльз Финч (4 июня 1752 — 17 декабря 1819)
- Адмирал достопочтенный Уильям Клемент Финч (25 мая 1753 — 30 сентября 1794), в 1789 году женился на Мэри Браункер
- Леди Шарлотта Финч (13 мая 1754 — 7 июля 1808), в 1777 году она вышла замуж за Генри Говарда, 12-го графа Саффолка.
- Капитан Достопочтенный Джон Финч (22 мая 1755 — 29 июня 1777), смертельно ранен в битве при Шорт-Хиллз.
- Генерал Достопочтенный Эдвард Финч (26 апреля 1756 — 27 октября 1843)
- Преподобный Достопочтенный Дэниел Финч (3 апреля 1757 — октябрь 1840), пребендарий Глостера
- Капитан Достопочтенный Сеймур Финч (11 июня 1758 — 2 февраля 1794)
- Достопочтенный Генри Аллингтон Финч (26 февраля 1760 — 19 ноября 1780)
- Леди Фрэнсис Финч (9 февраля 1761 — 21 ноября 1838), в 1782 году вышла замуж за Джорджа Легга, 3-го графа Дартмута.
- Леди Мария Элизабет Финч (7 октября 1766 — 20 октября 1848)
- Леди Генриетта Констанция Финч (3 июня 1769—1814).

Лорд Эйлсфорд умер на Гросвенор-сквер, Мейфэр, Лондон, в мае 1777 года в возрасте 61 года, и ему наследовал графский титул его старший сын Хенейдж. Графиня Эйлсфорд умерла в Эйлсфорде, Кент, в феврале 1805 года в возрасте 74 лет.